# 顧雍
顧雍（168年—243年），字元歎，吳郡吳縣（今江苏省苏州市）人，是三国時期东吴的政治家和丞相，年幼時拜蔡邕為師，精通琴藝書法，謚号肅侯。

## 生平

### 至德忠賢
顧雍是蔡邕的门生，後來獲州舉薦，成年後任合肥縣長，後歷任婁縣、曲阿和上虞縣長，所在皆有治跡。後孫權領會稽太守，但不到會稽，因為孫權不在，作為會稽郡丞的顧雍任代理太守，行使太守的權力；任內參與討平山賊，令會稽郡內安定。後遷任左司馬。

### 密重識雲
黃武元年（222年），孙權称吴王，顧雍多次升遷至大理奉常、尚書令，封陽遂鄉侯。
黃武四年（225年），顧雍迎接母親到吳，孫權親自慶賀，親自向其母親拜禮。顧雍為人不喝酒，寡言少語，舉止大體。孫權感嘆道：“顧雍不說話，話中必有理。”改任太常，封醴陵侯，此時东吴第一任丞相孫邵逝世，顧雍接任丞相，平尚書事。任內選調朝中各官都以其能力作依據，並不存有私心；顧雍又派人到民間搜集資訊，以設計合適的政令或建議上呈，孫權亦因此而對顧雍十分器重。
赤烏六年（243年）十一月，任丞相十九年的顧雍逝世，謚号肅侯。长子顧邵早夭，次子顧裕有不治之症，因而由三子顧濟继承爵位。

## 性格特徵
- 顧雍不飲酒，又沉默寡言。酒宴時，左右的人都因為顧忌顧雍而不敢盡情玩樂。連孫權也感嘆地說：「顧公在座，使人不快活。」
- 有一次宴會，其孫顧譚喝醉了酒，大肆地跳舞助興。隔天，顧雍因此責難他，說他必會敗壞顧家的名譽，後來正如顧雍所說，顧譚被流放到交州。[4]
- 典校郎呂壹在朝中胡作非為，曾經誣陷顧雍。後呂壹因罪行被揭發而下獄，顧雍去見呂壹，表現得和顏悅色、寬宏大度，並不因為曾經被誣陷而憤怒，隨旁的尚書郎懷敘辱罵呂壹時，也遭到顧雍呵責。

## 家室

### 平輩
- 陆氏，陆康女，陆儁姐妹，陆绩姐。顾雍妻。
- 顧徽，字子歎，同母弟。孫權統事，召署主簿轉東曹掾，拜輔義都尉。遙領巴東太守。
- 顧悌，字子通，同宗族人。少聰敏，以孝廉聞名。官拜郎中，領偏將軍。

### 子輩
- 顧邵，官至豫章太守，早卒。
- 顧穆，又名顧裕，官至宜都太守，永安元年因顧濟無子絕嗣，繼任醴陵侯。
- 顧濟，騎都尉，嗣侯。
- 顧裕，字季則，顧徽之子，顧雍之姪，少知名，位至鎮東將軍。

### 孫輩
- 顧譚，顧邵之子，太子四友之一，曾任太常。後被誣陷而流放到交州。
- 顧承，顧譚之弟，官至侍中。與顧譚一樣被誣陷而流放到交州。
- 顧榮，顧穆次子，東南名士，東吳黃門郎，後仕晉，晉元帝時任軍司馬。

### 曾孫輩
- 顧禺，顧榮兄之子，字孟著，少有名望，晉散騎侍郎，早卒。
- 顧毗，官至散騎侍郎。

## 評價
- 步骘：「丞相顾雍、上大将军陆逊、太常潘濬，忧深责重，志在谒诚，夙夜兢兢，寝食不宁，念欲安国利民，建久长之计，可谓心膂股肱，社稷之臣矣。」
- 孙休：「故丞相雍，至德忠贤，辅国以礼，而侯统废绝，朕甚愍之。」
- 陳壽：「顧雍依杖素業，而將之智局，故能究極榮位。」
- 孫權：「顧君不言，言必有中。」、「故丞相雍，至德忠賢，輔國以禮，而侯統廢絕，朕甚愍之。」（《三國志·吳書·張顧諸葛步傳第七》）
- 陆凯：「汉有萧（何）、曹（参）之佐，先帝有顾、步（骘）之相。」
- 华谭：「赖先主承运，雄谋天挺，尚内倚慈母仁明之教，外杖子布廷争之忠，又有诸葛、顾、步、张、朱、陆、全之族，故能鞭笞百越，称制南州。」
- 慕容皝：「及权（孙权）据杨越，外杖周（周瑜）张（张昭），内凭顾（顾雍）陆（陆逊），拒魏赤壁，克取襄阳。」
- 袁宏：「元歎穆遠，神和形檢。如彼白珪，質無塵玷。立上以恒，匡上以漸。清不增潔，濁不加染。」
- 徐众：「雍不以吕壹见毁之故，而和颜悦色，诚长者矣。然开引其意，问所欲道，此非也。壹奸险乱法，毁伤忠贤，吴国寒心，自太子登、陆逊已下，切谏不能得，是以潘浚欲因会手剑之，以除国患，疾恶忠主，义形于色，而今乃发起令言。若壹称枉邪，不申理，则非录狱本旨；若承辞而奏之，吴主傥以敬丞相所言，而复原宥，伯言、承明不当悲慨哉！怀叙本无私恨，无所为嫌，故詈辱之，疾恶意耳，恶不仁者，其为仁也。季武子死，曾点倚其门而歌；子鴋创发，子产催令自裁。以此言之，雍不当责怀叙也。」
- 虞世南：「昔顾雍领封侯之日，而家人不知，故前代称其贤也。」
- 独孤及：「魏晋以贾诩之筹策、贾逵之忠壮、张既之政能、程昱之智勇、顾雍之密重、王浑之器量、刘惔之鉴裁、庾翼之志略，彼八君子者。」
- 萧常：「雍瑾二子，论思（阙）益，忠于所事。」
- 孙元晏：「赞国经纶更有谁，蔡公相叹亦相师。贵为丞相封侯了，归后家人总不知。」
- 郝经：「权初称王，依放汉制，置丞相而用孙邵。及称尊号，顾雍、陆逊、步骘相继为之。皆以徳度见器，雍容泰定，有大臣之风焉。」「侃侃相臣，济威以仁。震霆收声，泽国生春。元叹徳度，沉深穆逺。澄渊不波，龙盘蛟转。子山纯懿，子瑜共肃。赞元将命，共安坤轴。」
- 王夫之：「三代以下之材，求有如顾雍者鲜矣。寡言慎动，用人惟其能而无适莫；恤民之利病，密言于上而不炫其恩威；黜小利小功，罢边将便宜之策，以图其远大。有曹参之简靖而不弛其度，有宋璟之静正而不耀其廉。求其德之相若者，旷世而下，唯李沆为近之，而雍以处兵争之世，事雄猜之主，雍为愈矣。故曰：允为天子之大臣也。雍既秉国，陆逊益济之以宽仁，自汉末以来，数十年无屠掠之惨，抑无苛繁之政，生养休息，唯江东也独。惜乎吴无汉之正、魏之强，而终于一隅耳。不然，以平定天下而有余矣。」
- 乾隆帝：「弟权因之，用贤纳谏，周瑜、鲁肃、张昭、顾雍、陆逊皆被擢用，于是成鼎足之势，开有吴之基，兵强将勇，敌国畏之。」
- 石韫玉：「穆穆肃侯，清净自持。封爵归第，家人不知。」

## 艺术形象

### 三國演義
- 生平与正史大体相同，为蔡邕之徒。其为人少言语，不饮酒，严厉正大，被张纮推荐仕于孙权。孙权任命他为会稽郡丞，行太守事，后不断升迁，官至吴国丞相。顾雍为官，多进良言，有功于吴。

### 影視形象
- 中國中央電視台電視劇《三國演義》（1994年）：李燕平
- 電影《赤壁》（2008年）：吴旗
- 中國電視劇《三国》（2010年）：张雷
- 香港無線電視台電視劇《回到三國》（2012年）：邓英敏

## 延伸阅读
[在维基数据编辑]
 《三國志·卷52》，出自陳壽《三國志》

| 官衔        | 官衔                 | 官衔        |
| ----------- | -------------------- | ----------- |
| 前任： 孫邵 | 孫吳丞相 225年—243年 | 繼任： 陸遜 |